# Guzówka-Kolonia
Guzówka-Kolonia [pronunciación en polaco: /ɡuˈzufka kɔˈlɔɲa/] es un pueblo ubicado en el distrito administrativo de Gmina Turobin, dentro del Condado de Biłgoraj, Voivodato de Lublin, en Polonia oriental. Se encuentra aproximadamente a 5 kilómetros al noroeste de Turobin, a 34 kilómetros al norte de Biłgoraj, y a 46 kilómetros al sur de la capital regional Lublin.
El pueblo tiene una población de 398 habitantes.